# 狩野栄信
狩野 栄信（かのう ながのぶ、安永4年8月30日（1775年9月24日） - 文政11年7月4日（1828年8月14日）は江戸時代後期の絵師で、木挽町家狩野派（江戸狩野）8代目の絵師である。幼名は英二郎。号は法眼時代は伊川、法印叙任後は伊川院、玄賞斎。院号と合わせて伊川院栄信と表記されることも多い。父は狩野惟信。子に木挽町を継いだ長男狩野養信、朝岡氏に養子入りし『古画備考』を著した次男朝岡興禎、浜町狩野家を継いだ五男狩野董川中信、宗家の中橋狩野家に入りフェノロサと親交のあった六男狩野永悳立信がいる。

## 略伝
狩野養川院惟信の子として江戸に生まれる。天明5年（1785年）11歳で奥絵師として勤め始め、享和2年（1802年）に法眼に叙す。文化5年（1808年）父惟信が死ぬと家督を継ぐ。同年、朝鮮通信使への贈答用屏風絵制作の棟梁となり、自身も2双制作する。文化13年（1816年）に法印となる。茶道を能くし、松平不昧の恩顧を受けたといわれる。息子養信の『公用日記』では、能鑑賞会などの公務をしばしばサボって息子に押し付ける、調子のよい一面が記されている。
こうした一方で画才には恵まれたらしく、現存する作品は秀作・力作が多い。中国名画の場面を幾つか組み合わせて一画面を構成し、新画題を作る手法を確立、清代絵画に学んで遠近法をも取り入れて爽快で奥行きある画面空間を作るのに成功している。更に家祖狩野尚信風の瀟洒な水墨画の再興や、長崎派や南蘋派の影響を思わせる極彩色の着色画、大和絵の細密濃彩の画法の積極的な摂取など、次代養信によって展開される要素をすべて準備したと言える。
弟子に菊田伊洲、菊田伊徳など。

## 代表作
| 作品名                     | 技法                         | 形状・員数 | 寸法（縦x横cm）                   | 所有者                                           | 年代                                | 落款・印章 | 備考                                                                                                   |
| -------------------------- | ---------------------------- | ---------- | --------------------------------- | ------------------------------------------------ | ----------------------------------- | --- | --- |
| 遊馬図屏風                 | 紙本著色金砂子               | 六曲一隻   | 175.3x350.5                       | ブルックリン美術館                               | 1788年（天明8年）                   | | |
| 花鳥図                     | 絹本著色                     | 1幅        | 95.0x36.7                         | 板橋区立美術館                                   | 1812年（文化9年）                   | | |
| 天女図・龍笛               | 紙本著色                     | 1面        |                                   | 静岡浅間神社                                     | 1814年（文化11年）                  | | |
| 龍虎図屏風                 | 絹本金地裏箔墨画             | 六曲一双   | 155.7x359.4（各）                 | 英勝寺                                           | 法眼時代                            | 款記「伊川法眼栄信筆」（各）                                                                                    | 鎌倉市指定文化財                                                                                       |
| 桐松鳳凰図屏風             | 紙本金地著色                 | 六曲一双   | 160.3x355.8                       | 静岡県立美術館                                   | 法眼時代                            | | 狩野探幽の「桐松鳳凰図屏風」（サントリー美術館蔵）から写した作。裏面は李朝水墨画風の「月夜葡萄図」。   |
| 楼閣山水図                 | 絹本著色                     | 二曲一隻   | 190.0x194.0                       | 静岡県立美術館                                   | 法眼時代                            | | |
| 春秋山水花鳥図             | 絹本著色                     | 双幅       | 125.7x76.4（各）                  | 静岡県立美術館                                   | 法眼時代                            | | |
| 百猿図                     | 絹本著色                     | 1幅        | 124.2x54.0                        | 静岡県立美術館                                   | 法眼時代                            | | |
| 蓬莱山図                   | 紙本著色                     | 1幅        | 27.3x251.4                        | シカゴ美術館                                     | 法眼時代                            | | |
| 劉備・孔明・五虎将図       | 絹本著色                     | 1幅        | 58.3x85.5                         | 仙台市博物館                                     | 法眼時代                            | 款記「伊川法眼栄信筆」                                                                                          | |
| 松平容頌                   |                              | 1幅        | 99.2x56.0                         | 土津神社                                         | 法眼時代                            | 款記「伊川法眼栄信筆」                                                                                          | |
| 松平容住                   |                              | 1幅        | 100.2x56.0                        | 土津神社                                         | 法眼時代                            | 款記「伊川法眼栄信筆」                                                                                          | |
| 松平容衆                   |                              | 1幅        | 109.7X58.7                        | 土津神社                                         | 1823年9月30日（文政6年8月26日）奉納 | 款記「伊川院法印栄信筆」                                                                                        | |
| 両帝図屏風                 |                              | 六曲一双   |                                   | （財）宇和島伊達文化保存会                       | 法印時代                            | | 探幽の「両帝図屏風」（根津美術館蔵）を模した作。                                                       |
| 四季山水図                 | 絹本著色                     | 4幅対      | 170.5x87.6（各）                  | 三井記念美術館                                   | 法印時代                            | 款記「伊川院法印栄信筆」                                                                                        | 北三井家旧蔵                                                                                           |
| 津軽寧親像                 | 絹本著色                     | 1幅        | 118.1x64.5                        | 報恩寺 (弘前市)                                  | 法印時代                            | 款記「中務卿伊川院栄信藤原栄信謹筆」                                                                            | |
| 郭子儀・花鳥図             | 絹本著色                     | 3幅対      |                                   | 東山庵グループコレクション（石川県立美術館寄託） | 法印時代                            | | 一橋徳川家伝来。                                                                                       |
| 紅葉狩図（裏・月下葡萄図） | 絹本著色（裏・紙本金地墨画） | 1幅        | 103.0x140.2（右扇84.4、左扇55.8） | 敦賀市立博物館                                   | 法印時代                            | 款記「伊川院法印栄信筆」（裏「伊川院法印筆」）/「法印」朱文方印・「藤原栄信」白文方印（裏「玄賞齋印」朱文方印） | 左右扇の大きさが異なるのは、落款の位置や全体の構成から、破損等による後世の改変ではなく当初からのもの。 |
| 西王母献桃図               | 著色                         | 1幅        | 大幅                              | 京都国立博物館                                   | 法印時代                            | 款記「伊川院法印栄信筆」                                                                                        | |
| 琴棋書画図屏風             |                              | 六曲一双   | 99.0x282.0（各）                  | 東京国立博物館                                   |                                     | | |
| 関羽山水図                 |                              | 3幅対      | 116.0x47.5（各）                  | 東京国立博物館                                   |                                     | | |
| 草花群虫図                 |                              | 2幅        | 112.8x47.7                        | 東京国立博物館                                   |                                     | | |
| 山水図屏風                 | 紙本墨画                     | 六曲一双   | 161.1x341.2（各）                 | 板橋区立美術館                                   |                                     | | |
| 源氏物語図屏風             | 紙本金地著色                 | 六曲一双   |                                   | 尚古集成館                                       |                                     | | |

## 参考資料
- 安村敏信 『もっと知りたい狩野派 探幽と江戸狩野派』 東京美術〈アートビギナーズ・コレクション〉、2006年 ISBN 978-4-8087-0815-3
- 山下裕二監修 安村敏信 山本英男 山下善也筆 『狩野派決定版』 平凡社〈別冊太陽 日本のこころ131〉、2004年 ISBN 978-4-5829-2131-1

展覧会図録
- 『特集 狩野派の世界2009』 静岡県立美術館、2009年
- 『狩野派の世界 ─静岡県立美術館蔵品図録─』 静岡県立美術館、1999年
- 『狩野派の三百年』 東京都江戸東京博物館、1998年
- 『開館三周年記念展 狩野派の巨匠たち』 静岡県立美術館、1989年